# Фрост, Сэйди
Сэ́йди Ла́йза Фрост (англ. Sadie Liza Frost), урождённая Вон (англ. Vaughn; род. 19 июня 1965, Лондон, Великобритания) — английская актриса, певица, кинопродюсер и дизайнер, чья карьера длится с 1979 года.

## Биография
Сэйди Лайза Вон родилась 19 июня 1965 года в Лондоне (Англия, Великобритания) в семье художника Дэвида Вона (1944—2003) и актрисы Мэри Дэвидсон (род.1949), а после развода родителей она переехала в Манчестер. У Сэйди есть четыре сестры и пять братьев, включая актрис Холли Дэвидсон и Джейд Дэвидсон, школьного учителя Джесси Фрост, братьев Гэбриела Джупитера и Тобиаса Вона, а также сестру по имени Саншайн Пёпл Тара Вельвет.
В 1988—1995 года Сэйди была замужем за музыкантом Гэри Кемпом (род. 1959).
- сын Финли Манро Кемп (род. 20 сентября 1990).

В 1997—2003 года Сэйди была замужем за актёром Джудом Лоу (род.1972).
- сын Рафферти (Рафф) Лоу[6] (род. 6 октября 1996),
- дочь Айрис Лоу (род. 25 октября 2000)
- сын Руди Индиан Отис Лоу (род. 10 сентября 2002).

## Избранная фильмография
- Дракула Брэма Стокера (1992) — Люси
- Перепутанные наследники (1993) — Анджела, секретарша Томми
- Шоппинг (1994) — Джо
- Пироманьяк: История любви (1995) — Хэтти
- Склонность (фильм) (1997) — подруга Макса
- Присутствие духа (1999) — гувернантка
- Лондонские псы (2000) — Сэйди